# کارلو بلرو
کارلو بلرو (ایتالیایی: Carlo Bellero؛ ‏ ۱۵ مهٔ ۱۹۱۱ – ۳۱ مهٔ ۱۹۸۸) فیلم‌بردار اهل ایتالیا بود.
از فیلم‌ها یا مجموعه‌های تلویزیونی که وی در آن‌ها نقش داشته‌است، می‌توان به پاهای طلایی اشاره نمود.